# Мамедов, Джамал Баладжа оглы
Джамал Баладжа оглы Мамедов (азерб. Camal Balaca oğlu Məmmədov, 2 мая 1918, Алгети, Борчалинский уезд — 9 июля 1966, Алгети, Марнеульский муниципалитет) — заместитель министра сельского хозяйства Грузинской ССР, депутат Верховного Совета Грузинской ССР, председатель исполкома Марнеульского районного Совета народных депутатов.

## Биография
Родился 2 мая 1918 года в селе Сабиркенд Борчалинского района Республики Грузия. Учился в Сабиркандской начальной школе, а затем продолжил образование в средней школе села Алгети. Для продолжения образования он поступил в Борчалинский педагогический техникум. После окончания техникума в 1937 году начал работать учителем в Сабиркандской школе. На военную службу был призван в 1939 году. Великая Отечественная война началась ещё до окончания срока службы. Вопрос о Джамале Мамедове, участвовавшем в Великой Отечественной войне 1941—1945 годов, пришёл из боев на Дальнем Востоке. Во время войны он неоднократно был ранен. Он храбро сражался в боях за Москву. Войну он закончил победой и вернулся домой в звании старшего лейтенанта. Джамал Мамедов награждён орденами Красной Звезды, Отечественной войны второй степени (июнь 1943 года), «За оборону Москвы» (1 мая 1944 года), медалью «Победа над Германией» (9 мая 1945 года). 13 мая 1946 года он был награждён Орденом Почета. После войны учился в Высшей партийной школе Грузии, затем в 1948—1951 годах начал работать заведующим отделом пропаганды Марнеульского района. В 1951 году был назначен председателем Мареульского райисполкома. До 1961 года самоотверженно работал на этой должности. За время своей работы завоевал как среди партработников, так и народа. Во время его пребывания на посту председателя райисполкома мост был построен через реки Храм и Дебед. При нём были построены здания районной больницы и нескольких амбулаторий в сёлах. В райцентре построен водопровод и асфальтированная дорога. При нём также была построена нынешняя азербайджаноязычная средняя школа № 3.
В 1957—1959 годах учился заочно в Московской высшей партийной школе. Дважды избирался депутатом Верховного Совета Грузинской ССР, был делегатом XX съезда КПСС. В 1961—1963 годах работал заместителем министра сельского хозяйства Грузинской ССР.
Долгое время страдал от болезни сердца и умер в Алгети 9 июля 1966 года.